# Team Køge Volley 2016-2017 (femminile)
Questa voce raccoglie le informazioni riguardanti il Team Køge Volley nelle competizioni ufficiali della stagione 2016-2017.

## Organigramma societario
Area direttiva
- Presidente: Per Hansen

Area tecnica
- Allenatore: Sven Brix
- Allenatore in seconda: Tue Petersen

## Rosa
| N° | Nome                  | Ruolo | Data di nascita  | Nazionalità sportiva |
| -- | --------------------- | ----- | ---------------- | -------------------- |
| 1  | Emma Brix             | P     | 11 novembre 1994 | Danimarca            |
| 4  | Laura Brix            | S     | 30 novembre 1996 | Danimarca            |
| 5  | Ditte Bak Espersen    | C     | 11 aprile 2001   | Danimarca            |
| 6  | Ann-katrine Håkansson | P     | 23 febbraio 1998 | Danimarca            |
| 7  | Katrine Strøbæk       | C     | 29 gennaio 1996  | Danimarca            |
| 8  | Nanna Hansen          | S     | 22 gennaio 1997  | Danimarca            |
| 9  | Isabel Fugmann        | S     | 1º marzo 1997    | Danimarca            |
| 10 | Rosa Sørensen         | P     | 21 aprile 2000   | Danimarca            |
| 11 | Emma Stevnsborg       | S/O   | 28 luglio 1999   | Danimarca            |
| 14 | Nora Øland            | L     | 23 luglio 1997   | Danimarca            |
| 15 | Pernille Mortensen    | S/O   | 24 gennaio 1998  | Danimarca            |
| 16 | Amalie Lachenmeier    | C     | 22 agosto 1998   | Danimarca            |
| 17 | Sara Lasskogen        | S     | 8 ottobre 1997   | Danimarca            |
| 18 | Sidse Andersen        | S     | 26 dicembre 1998 | Danimarca            |